# Saybrook-on-the-Lake
Saybrook-on-the-Lake é uma comunidade sem personalidade jurídica e local designado pelo censo (CDP) às margens do Lago Erie, no condado de Ashtabula, Ohio, Estados Unidos. Foi listado pela primeira vez como CDP antes do censo de 2020.
O CDP fica no norte do condado de Ashtabula, no canto noroeste do município de Saybrook. É limitado ao norte pelo Lago Erie, a oeste pelo município de Genebra e a leste pela Ohio State Route 45 . State Route 531 é a estrada principal através da comunidade, paralela à margem do lago e levando leste-nordeste 5 mi (8 km) para Ashtabula Harbour e oeste-sudoeste 4 mi (6 km) para Genebra-on-the-Lake . State Route 45 leva ao sul 3.5 mi (5.6 km) para a US Route 20 em Saybrook Township e 6.5 mi (10.5 km) para a Interestadual 90 em Austinburg.